# 阿不都热依木·阿米提
阿不都热依木·阿米提（維吾爾語：ئابدۇرەھىم ئامەت‎，拉丁维文：Abdurehim Amet；1942年9月—），维吾尔族，新疆疏附人；中华人民共和国政治人物。
新疆工学院机械制造专业毕业。自1964年开始，在伊宁县基层工作。1965年5月，加入中国共产党。1975年起，历任伊宁县县委副书记、县革委会主任、尼勒克县委书记、中共新疆区纪委副书记、区委常委、自治区人大常委会副主任、代理主任、主任。2008年，担任全国人大常委会委员、全国人大民族委员会副主任委员。